# Santi Abad
Santiago Abad Viciano, conocido en el mundo del baloncesto como Santi Abad (Barcelona, 24 de julio de 1969), es un exjugador de baloncesto español que comenzó su carrera como profesional en 1985, con tan solo 15 años, en el equipo del R.C.D.Espanyol.

## Historia
Nació en Barcelona, el 24 de julio de 1969. Mide 2,03 metros de altura y jugaba en la posición de ala-pívot. Salió de la cantera del Bon Pastor de Barcelona, fue desechado en un primer momento por el principal equipo de basket de la ciudad, el FC Barcelona, acabando en las filas del R.C.D.Espanyol.
Como profesional llegó a jugar en más de 10 equipos diferentes. Su fuerte carácter influyó notablemente a lo largo de toda su carrera. Fue considerado, en su etapa de junior, como uno de los jugadores españoles con más talento.
Entre sus títulos como jugador, destacar el campeonato de la Liga ACB con el FC Barcelona en 1989, y la Copa del Rey conseguida con el TAU Baskonia en 1995.
Ha disputado, durante su trayectoria profesional, 364 partidos de la máxima competición española, promediando 7,7 puntos y 3,5 rebotes por partido.
Fue internacional con la Selección de baloncesto de España en 16 ocasiones.

## Clubes
- Cantera Bon Pastor Barcelona
- 1985-1988: R. C. D. Espanyol
- 1988-1989: FC Barcelona
- 1989-1991: R. C. D. Espanyol
- 1991-1992: Taugrés Baskonia
- 1992-1993: Juver Murcia
- 1993-1995: Taugrés Baskonia
- 1995-1996: Real Madrid Teka
- 1996-1997: C.B. Cáceres
- 1997-1998: TAU Cerámica
- 1998-1999: Breogán de Lugo
- 1999-2000: Peristeri
- 2000-2001: Cantabria Lobos
- 2001-2002: C.B. Cáceres

## Palmarés

### Títulos internacionales de club
- Subcampeón de la Copa de Europa de la FIBA (antigua Recopa) con el TAU Cerámica en 1994 y 1995.

### Títulos nacionales de club
- Campeón de la Liga ACB con el FC Barcelona en 1989
- Campeón de la Copa del Rey con el TAU Cerámica en 1995
- Subcampeón de la Liga ACB con el TAU Cerámica en 1998
- Subcampeón de la Copa del Rey con el TAU Cerámica en 1994 y con el C.B. Cáceres en el 1997

### Consideraciones personales
- Elegido "Mejor Sexto Hombre" de la Liga ACB de la temporada 1993-1994 por la revista "Gigantes del Superbasket"

## Vida posterior
En 2009 entró a formar parte de los concusantes del reality show Supervivientes, que emite Telecinco.